# 2018년 서울국제실험영화페스티벌
제15회 서울국제실험영화페스티벌은 2018년 7월 12일에 열린 시상식이다.

## 수상 및 후보

### BEST EXiS AWARD
- 오픈 윈도우 - 린 지퍼트 수상

### BEST EXiS AWARD 특별언급
- 실리카 - 피아 보그 수상

### KOREAN EXiS AWARD
- 북아니마 : 무술(武術) - 김시헌 수상

### KOREAN EXiS AWARD 특별언급
- 사냥의 밤 - 장은주 수상

### Jungwoon AWARD
- 에어. 라티오 - 이세은 수상

### 엑스-나우
- 에어. 라티오 - 이세은
- 위싱 웰 - 실비아 쉬델바우어
- 웨어에버 유 고, 데어 위 아 - 제시 맥클린
- 제롬 노팅제 - 스테파노 카나파
- # 3_2 - 변재규
- 사이클론 트레이시 - 리차드 투오이
- 하녀들 - 노영미
- 콘트라스트 오브 유 - 이은희
- 실리카 - 피아 보그
- 코스믹 칼레이도스코프 - 박민하
- 선스톤 - 루이스 헨더슨 외1명
- 온워드 로스레스 팔로우 - 마이클 A. 로빈슨
- 컴포트 스테이션 - 안야 도니덴 외1명
- 소어 - 파트릭 보카노프스키
- 북아니마 : 무술(武術) - 김시헌
- 플로레스 - 호르헤 제이콤
- 만주 2 - 조인한
- 컨피겨레이션 인 블랙 앤 화이트 - 헬가 판덜
- 파이러시 - 존 라잠
- 감시자 - 펀 실바
- 플레임 - 새미 반 잉겐
- 낯선 정원의 찰나 - 임고은
- 좀의 여행 - 엄정원
- 팝-업 리서치 - 옥세영
- 거버먼트 하우스 - 헤르비히 바이저
- Arr. 포 어 씬 - 요나 키나
- 오픈 윈도우 - 린 지퍼트
- 팔머스톤 Blvd. - 댄 브라운
- 마운틴 플레인 마운틴 - 아라키 유 외1명
- 추방자들 - 백종관
- 사냥의 밤 - 장은주
- 존재 - 유형준
- 앱센트 와운드 - 마리암 타파코리

### 엑스-초이스
- 지중해 - 장-다니엘 폴렛
- 디 오더 - 장-다니엘 폴렛
- 필터 베드 - 가이 셔윈
- 돌에 말걸기 - 잉게르 리즈 핸슨
- 왁스 - 폴 로저스
- 헤드기어 - 데이비드 레이스터
- 매스 옵저베이션 - 그렉 포프 외1명
- 나의 달, 그녀의 세계 - 비키 스미스
- 런던 영화작가 조합 파괴 - 아나 튜
- 달, 숨결 그리고 비트 - 리제 베치톨드
- 계산된 움직임 - 래리 쿠바
- 퓨리스 - 사라 페티
- 신성한 기적 - 다이나 크루민스
- 대화적 사물 - 폴 글래비키
- 작은 시각 장(場) - 로버트 루세트
- 소노마 - 스카이 데이비드
- 시크릿 스토리 - 제니 게이저
- 소거스 연작 - 팻 오닐
- 트라스-우스-몽트스 - 마르가리다 코르데이로 외1명
- 니시진 - 마츠모토 토시오
- 돌의 시 - 마츠모토 토시오

### 엑스-레트로
- 형식 상(像) - 로버트 브리어
- 리크리에이션 - 로버트 브리어
- 바람쐬는 남자와 그의 개 - 로버트 브리어
- 고양이들 - 로버트 브리어
- 아이워시 - 로버트 브리어
- 블레이즈 - 로버트 브리어
- 69 - 로버트 브리어
- 후지 - 로버트 브리어
- 차관 너머의 말 - 로버트 브리어
- 숨결 - 로버트 브리어
- 피스트 파이트 - 로버트 브리어
- 70 - 로버트 브리어
- 스위스 군용 칼, 쥐와 비둘기 - 로버트 브리어
- 타임 플라이 - 로버트 브리어
- 무슨 일이야 - 로버트 브리어
- 굿 바이 엘비스 그리고 미국 - 타나미 케이치
- 달콤한 금요일 - 타나미 케이치
- 인공 낙원 - 타나미 케이치
- 왜 - 타나미 케이치
- 요시케이(프롤로그) - 타나미 케이치
- 기억들(유년의 장면들) - 타나미 케이치
- 치리코 - 타나미 케이치
- 와이 리믹스 - 타나미 케이치
- 웃고 있는 거미 - 타나미 케이치
- 시각의 기법 - 스탠 브래키지

### 인디 비주얼
- 빅토리아 파크 - 김세진
- 나쁜 피에 관한 연대기 - 김세진
- 열망으로의 접근 - 김세진
- 일시적 방문자 - 김세진
- 밤을 위한 낮 - 김세진
- 탠지빌리티 - 토 훈 핑
- 웨어 두 유 씽크 유 윌 핏 인 디스 어큐에이션 오브 마인? - 토 훈 핑
- 카토그래퍼 맵핑 스칼스케이프스 #1 앤드 #2 - 토 훈 핑
- 블루프린츠 포 볼리션 씨티 - 토 훈 핑
- 언컨실먼트 오브 더 에프터마스 - 토 훈 핑
- 애슬리트 - 토 훈 핑
- 엑스.토일 - 토 훈 핑
- 충격 - 에릭 뷜로
- 만유인력 - 에릭 뷜로
- 빛의 모조품 - 에릭 뷜로
- 광학적 논고 - 에릭 뷜로

### 랩 프로그램
- 남쪽 지대 - 한나 체트윈
- 불투명한 - 한나 체트윈
- 내적이고 외적인 사물들 - 질 피엘케
- (에이)브릿지(디) - 로랑 스미
- 더 라스트 트레인 - 다이애나 배리
- 차이나 낫 차이나 - 리차드 투오이
- 야생으로 나아가는 창문 - 안토니 루드니츠키